# Dúdar
Dúdar ist ein kleines südspanisches Bergdorf. Es liegt am Fuß der Sierra Nevada in 10 Kilometer Entfernung zur Stadt Granada in der Provinz Granada.
Erste urkundliche Erwähnungen des Ortes stammen aus dem 13. Jahrhundert.
Das Umland von Dúdar ist von Landwirtschaft geprägt, hauptsächlich durch Oliven-Haine und Kirschbaum-Plantagen.